# DBU's Landspokalturnering for herrer 1954-55
DBUs Landspokalturnering for herrer 1954/1955 var den første udgave af DBUs Landspokalturnering for herrer. AGF blev turneringens første vindere, da 1. divisions-holdet fra Aarhus i finalen besejrede 3. divisions-holdet Aalborg Chang med 4-0.

## Kampe og resultater

### 1. runde
Første runde havde deltagelse af 54 hold. Alle holdene spillede uden for de tre divisioner i Danmarksturneringen.
| Kamp                             | Res. |
| -------------------------------- | ---- |
| Assens G&I − Haderslev FK        | 3-6  |
| IF Skjold Birkerød − Ringsted IF | 5-1  |
| Borup FF − IK Skovbakken         | 4-5  |
| BK Dalgas − Nakskov BK           | 3-2  |
| Dannemarre IF − Husum BK         | 1-2  |
| Fredericia BK − Rødding IF       | 7-2  |
| FIF Hillerød − Hedehusene IK     | 4-2  |
| Grindsted GIF − Kolding IF       | 1-4  |
| Hammel GF − Frederikshavn fI     | 2-1  |
| Haslev IF − Slagelse B&I         | 2-1  |
| Handelsstandens BK − Svebølle BI | 0-3  |
| Hjørring IF − Silkeborg IF       | 2-1  |
| Holbæk B&I − BK Mariendal        | 4-5  |
| Kalundborg GB − BK Hekla         | 6-0  |

| Kamp                              | Res. |
| --------------------------------- | ---- |
| Kastrup BK − BK Heimdal           | 5-0  |
| Lillerød IF − CIK                 | 3-6  |
| BK Marienlyst − BK Frem Odense    | 6-7  |
| Nykøbing Mors IF − Ikast FS       | 0-4  |
| Næsby GIF − Rudkøbing BK          | 2-4  |
| Ringkjøbing IF − Grønbjerg IF     | 5-0  |
| Tarp BK − Dalum IF                | 1-3  |
| BK Thor − Langeskov IF            | 5-3  |
| Toreby-Grænge BK − Nexø BK        | 2-4  |
| Tårnby BK − BK Rødovre            | 3-5  |
| Vejgaard BSK − Nørresundby BK     | 4-1  |
| Vordingborg IF − Lyngby BK        | 4-3  |
| Vorup Frederiksberg BK − Hobro BK | 3-1  |

### 2. runde

#### Hold
I anden runde deltog 32 hold fordelt på:
- 27 vindere fra 1. runde.
- 5 hold, som havde været oversiddere i første runde (FB, Svendborg BK, Viborg FF, Viby IF og IK Viking), og som derfor først trådte ind i turneringen i denne runde.

#### Kampe
| Kamp                                 | Res. |
| ------------------------------------ | ---- |
| CIK − Frederica BK                   | 3-2  |
| FIF Hillerød − Viby IF               | 1-2  |
| BK Frem Odense − IK Viking           | 1-6  |
| Haderslev FK − FB                    | 0-2  |
| Hjørring IF − Vorup Frederiksberg BK | 1-2  |
| Ikast FS − IF Skjold Birkerød        | 6-2  |
| BK Mariendal − Haslev IF             | 3-0  |
| Nexø BK − BK Thor                    | 4-2  |

| Kamp                           | Res. |
| ------------------------------ | ---- |
| Ringkjøbing IF − Kalundborg GB | 2-3  |
| Rudkøbing BK − Kastrup BK      | 3-5  |
| BK Rødovre − Hammel GF         | 1-2  |
| IK Skovbakken − Husum BK       | 6-1  |
| Svebølle BI − Dalum IF         | 3-4  |
| Vejgaard BSK − BK Dalgas       | 2-3  |
| Viborg FF − Svendborg BK       | 2-1  |
| Vordingborg IF − Kolding IF    | 2-4  |

### 3. runde

#### Hold
I tredje runde deltog 32 hold fordelt på:
- 16 vindere fra 2. runde.
- 16 hold fra Danmarksturneringen 1953-54: Nr. 7-10 fra 2. division 1953-54 (KFUM, Randers Freja, Horsens fS og Boldklubben Fremad Amager) og nr. 1-10 fra 3. division 1953-54 (HIK, Helsingør IF, Vanløse IF, B 1901, Vejen SF, Brande IF, Nyborg GIF, Aalborg Chang, Brønshøj, Odense KFUM) samt de to oprykkere til 3. division (Lendemark BK og B 1921), som trådte ind i turneringen i denne runde.

Deltagerholdene i tredje runde fordelte sig således mellem rækkerne:
| 1. division                                          | 2. division                                                                                      | 3. division | Øvrige serier |
| ---------------------------------------------------- | ------------------------------------------------------------------------------------------------ | --- | --- |
| De 10 hold trådte først ind i turneringen i 4. runde | Horsens fS HIK KFUM Randers Freja De resterende 6 hold trådte først ind i turneringen i 4. runde | Vanløse IF Fremad Amager Aalborg Chang B 1901 Brande IF Brønshøj BK Helsingør IF Nyborg GIF Lendemark BK Odense KFUM Vejen SF B 1921 | CIK BK Dalgas Dalum IF FB Hammel GF Ikast FS Kalundborg GB Kastrup BK Kolding IF BK Mariendal Nexø BK IK Skovbakken Viborg FF Viby IF IK Viking Vorup Frederiksberg BK |

#### Kampe
| Dato | Kamp                         | Res. |
| ---- | ---------------------------- | ---- |
| ?    | Brønshøj BK − Ikast FS       | 0-2  |
| ?    | BK Dalgas − Hammel GF        | 2-3  |
| ?    | Dalum IF − Vejen SF          | 0-2  |
| ?    | Kalundborg GB − B 1921       | 5-3  |
| ?    | Kastrup BK − Horsens fS      | 1-5  |
| ?    | Kolding IF − Aalborg Chang   | 1-3  |
| ?    | Lendemark BK − Fremad Amager | 1-0  |
| ?    | BK Mariendal − FB            | 1-5  |

| Dato   | Kamp                                  | Res. |
| ------ | ------------------------------------- | ---- |
| ?      | Nexø BK − B 1901                      | 1-2  |
| ?      | Odense KFUM − KFUM                    | 2-1  |
| ?      | Randers Freja − IK Skovbakken         | 4-2  |
| ?      | Vanløse IF − HIK                      | 3-2  |
| ?      | Viborg FF − CIK                       | 4-3  |
| ?      | Viby IF − Brande IF                   | 5-0  |
| ?      | IK Viking − Nyborg GIF                | 1-2  |
| 17.10. | Vorup Frederiksberg BK − Helsingør IF | 1-5  |

### 4. runde

#### Hold
I fjerde runde deltog 32 hold fordelt på:
- 16 vindere fra 3. runde.
- 16 hold fra 1. og 2. division: Nr. 1-10 fra 1. division 1953-54 (Køge, KB, AB, Frem, Skovshoved, OB, AGF, B 1903, Esbjerg og B 93) og nr. 1-6 fra 2. division 1953-54 (B 1909, B 1913, AIA, Næstved, AaB og Vejle), som trådte ind i turneringen i denne runde.

Deltagerholdene i fjerde runde fordelte sig således mellem rækkerne:
| 1. division                                                         | 2. division                                                      | 3. division                                                                              | Øvrige serier                                         |
| ------------------------------------------------------------------- | ---------------------------------------------------------------- | ---------------------------------------------------------------------------------------- | ----------------------------------------------------- |
| AGF AB BK Frem KB Esbjerg fB Køge BK B 1909 B 1903 Skovshoved IF OB | AIA B 1913 Vejle BK B.93 Horsens fS Næstved IF Randers Freja AaB | Vanøse IF Aalborg Chang B 1901 Helsingør IF Nyborg GIF Lendemark BK Odense KFUM Vejen SF | FB Hammel GF Ikast FS Kalundborg GB Viborg FF Viby IF |

#### Kampe
| Dato   | Kamp                       | Res. |
| ------ | -------------------------- | ---- |
| ?      | AB − B 1903                | 3-1  |
| ?      | B.93 − Horsens fS          | 3-2  |
| ?      | B 1901 − KB                | 0-4  |
| ?      | B 1909 − B 1913            | 2-0  |
| ?      | FB − AIA                   | 2-1  |
| 14.11. | Hammel GF − BK Frem        | 1-7  |
| ?      | Ikast FS − Esbjerg fB      | 4-3  |
| ?      | Kalundborg GB − Nyborg GIF | 1-0  |

| Dato   | Kamp                        | Res. |
| ------ | --------------------------- | ---- |
| ?      | Køge BK − AGF               | 0-1  |
| ?      | OB − Lendemark BK           | 8-2  |
| ?      | Randers Freja − Vejle BK    | 3-2  |
| ?      | Skovshoved IF − Odense KFUM | 4-1  |
| 14.11. | Vanløse IF − Helsingør IF   | 3-0  |
| ?      | Viborg FF − AaB             | 2-1  |
| ?      | Viby IF − Vejen SF          | 3-2  |
| ?      | Aalborg Chang − Næstved IF  | 5-3  |

### 5. runde

#### Hold
Femte runde (ottendedelsfinalerne) havde deltagelse af de seksten vinderhold fra fjerde runde. Holdene fordelte sig således mellem rækkerne:
| 1. division                               | 2. division        | 3. division             | Øvrige serier                               |
| ----------------------------------------- | ------------------ | ----------------------- | ------------------------------------------- |
| AGF AB BK Frem KB B 1909 Skovshoved IF OB | B.93 Randers Freja | Vanøse IF Aalborg Chang | FB Ikast FS Kalundborg GB Viborg FF Viby IF |

#### Kampe
| Dato | Kamp               | Res. |
| ---- | ------------------ | ---- |
| ?    | AB − Ikast FS      | 4-1  |
| ?    | FB − Vanløse IF    | 0-4  |
| ?    | BK Frem − AGF      | 0-3  |
| ?    | OB − Kalundborg GB | 13-1 |

| Dato   | Kamp                      | Res. |
| ------ | ------------------------- | ---- |
| ?      | Randers Freja − B.93      | 2-0  |
| 28.11. | Viby IF − KB              | 2-1  |
| ?      | Viborg FF − Skovshoved IF | 1-0  |
| ?      | Aalborg Chang − B 1909    | 3-2  |

### Kvartfinaler

#### Hold
Kvartfinalerne havde deltagelse af de otte vinderhold fra femte runde. Holdene fordelte sig således mellem rækkerne:
| 1. division | 2. division   | 3. division              | Øvrige serier     |
| ----------- | ------------- | ------------------------ | ----------------- |
| AGF AB OB   | Randers Freja | Vanløse IF Aalborg Chang | Viborg FF Viby IF |

#### Kampe
| Dato | Kamp                | Res. |
| ---- | ------------------- | ---- |
| ?    | AB − Vanløse IF     | 0-2  |
| ?    | AGF − Randers Freja | 2-1  |

| Dato  | Kamp                      | Res. |
| ----- | ------------------------- | ---- |
| ?     | Viborg FF − Aalborg Chang | 2-3  |
| 26.3. | Viby IF − OB              | 1-2  |

### Semifinaler
Semifinalerne havde deltagelse af de fire vinderhold fra kvartfinalerne.
| Kamp     | Res. |
| -------- | ---- |
| AGF − OB | 3-1  |

| Kamp                       | Res. |
| -------------------------- | ---- |
| Aalborg Chang − Vanløse IF | 1-0  |

### Finale
Finalen mellem de to vindere af semifinalerne blev spillet den 9. juni 1955 i Københavns Idrætspark.
| Kamp                | Res. |
| ------------------- | ---- |
| AGF − Aalborg Chang | 4-0  |